# Lasionycta magadanensis
Lasionycta magadanensis là một loài bướm đêm trong họ Noctuidae.